# Doktorn är här
Doktorn är här (engelska: Doctor in the House) är en brittisk komedifilm från 1954 i regi av Ralph Thomas.
Filmen bygger på Richard Gordons roman med samma namn.

## Handling
Filmen följer läkarstudenten Simon Sparrow och hans medstudenters bravader under läkarutbildningen.

## Rollista i urval
- Dirk Bogarde - Simon Sparrow
- Muriel Pavlow - Joy Gibson
- Kenneth More - Richard Grimsdyke
- Donald Sinden - Tony Benskin
- Kay Kendall - Isobel Minster
- James Robertson Justice - Sir Lancelot Spratt
- Donald Houston - Taffy Evans
- Suzanne Cloutier - Stella
- George Coulouris - Briggs
- Geoffrey Keen - Dekanen
- Joan Sims - "Rigor Mortis"
- Cyril Chamberlain - polis
- Shirley Eaton - Milly Groaker
- Joan Hickson - mrs Groaker